# 대한민국 상법 제368조의2
대한민국 상법 제368조의2는 의결권의 불통일행사에 대한 상법 회사법의 조문이다.

## 조문
第368條의2 (議決權의 不統一行使) ① 株主가 2 이상의 議決權을 가지고 있는 때에는 이를 統一하지 아니하고 行使할 수 있다. 이 경우 주주총회일의 3日전에 會社에 대하여 서면 또는 전자문서로 그 뜻과 이유를 통지하여야 한다.  <개정 2009.5.28.>
②株主가 株式의 信託을 引受하였거나 기타 他人을 위하여 株式을 가지고 있는 경우외에는 會社는 株主의 議決權의 不統一行使를 拒否할 수 있다.